# Motu Iti
Motu Iti, o también Hatu Iti, es una isla de las Marquesas, en la Polinesia Francesa. El nombre Motu Iti significa «isla pequeña». Está situada en el grupo norte del archipiélago, al noroeste de Nuku Hiva. Su nombre es común en la Polinesia utilizadose en muchos lugares diferentes; tales como un islote en la isla de Pascua, frente al volcán Rano Kau.
La isla consta de dos rocas: Motu Iti y Plate. Por este motivo Etienne Marchand, tras descubrirlas en 1791, las bautizó como Deux-Frères, «dos hermanos». Motu Iti es de origen volcánico y tiene una altitud máxima de 220 metros. Está deshabitado y depende administrativamente de la comuna de Nuku Hiva.
- Datos: Q1393343
- Multimedia: Motu Iti / Q1393343